# Super Bowl II
Super Bowl II, toen bekend als de tweede AFL-NFL World Championship Game, was de tweede editie van de Super Bowl, de finale tussen de kampioenen van het American football. De wedstrijd werd gespeeld op 14 januari 1968 in de Miami Orange Bowl in Miami. De Green Bay Packers wonnen de wedstrijd met 33–14 tegen de Oakland Raiders.

## NFL & AFL Championships en Super Bowl
|  | NFL & AFL Championships         | NFL & AFL Championships      |  |                   | Super Bowl II              | Super Bowl II              |
|  |                                 |                              |  |                   |                            |                            |
|  | Oakland Coliseum, 31 dec. (AFL) |                              |  |                   |                            |                            |
|  | Oakland Raiders                 | 40                           |  |                   |                            |                            |
|  | Houston Oilers                  | 7                            |  |                   | Miami Orange Bowl, 14 jan. | Miami Orange Bowl, 14 jan. |
|  |                                 |                              |  |                   | Oakland Raiders            | 14                         |
|  | Lambeau Field, 31 dec. (NFL)    | Lambeau Field, 31 dec. (NFL) |  | Green Bay Packers | 33                         |                            |
|  | Green Bay Packers               | 21                           |  |                   |                            |                            |
|  | Dallas Cowboys                  | 17                           |  |                   |                            |                            |